# Congonhas
Congonhas è un comune del Brasile nello Stato del Minas Gerais, parte della mesoregione Metropolitana di Belo Horizonte e della microregione di Conselheiro Lafaiete.
È una città storica ben conservata e conserva le caratteristiche di una città barocca, con le sue chiese, i suoi edifici e i suoi musei.

## Monumenti e luoghi d'interesse
- Santuario di Bom Jesus de Matosinhos
- Chiesa di Nostra Signora della Concezione
- Chiesa di San Giuseppe Operaio

## Cultura

### Istruzione

#### Musei
- Museo di Congonhas
- Museo dell'Immagine e della Memoria